# Clinton (comté d'Oneida)
Pour les articles homonymes, voir Clinton.
Clinton est une ville située dans le Comté d'Oneida dans l'État de New York aux États-Unis. Sa population est de 1 952 personnes lors du recensement de l'année 2000.

## Histoire
Clinton doit son nom à George Clinton, le premier gouverneur de l'État de New York.
Le village of Clinton, dans l'Hamilton College, est situé dans la commune de Kirkland. Le village était connu sous le nom de « village des écoles » en raison d'un grand nombre d'écoles privées opérant dans le village au XIXe siècle.